# Unbiquadium
Unbiquadium ist ein derzeit hypothetisches chemische Element mit der Ordnungszahl 124.
Im Periodensystem steht es zwischen dem 123Unbitrium und dem 125Unbipentium.
Da von diesem Element keine natürlichen Isotope existieren, müsste es auf künstliche Weise durch Kernreaktionen erzeugt (synthetisiert) werden. Der Name ist vorläufig und leitet sich von der Ordnungszahl ab. Es ist möglicherweise das vierte Element, das ein g-Orbital besitzt, wodurch die 5. Schale mit vier zusätzlichen Elektronen aufgefüllt würde. Im erweiterten Periodensystem gehört es zu den Transactinoiden (im „normalen“ Periodensystem ist es nicht dargestellt).

## Chemische Eigenschaften
Für das Element 124 wird nicht erwartet, dass Atome lange genug existieren, um eine Elektronenkonfiguration um den Kern zu bilden oder dass sogar chemische Bindungen entstehen. Chemische Eigenschaften sind also nicht definierbar.
Ein vorhergesagter Oxidationszustand von Unbiquadium ist +6, der in den Halogeniden UbqX6 existieren würde, analog zum bekannten Oxidationszustand +6 in Uran. Die Bindungsenergien der Valenzelektronen von Unbiquadium werden als so gering eingeschätzt, dass alle sechs an chemischen Reaktionen teilnehmen können.